# Reboursia ranvillensis
Reboursia ranvillensis là một loài chân đều uit een nog nader bepalen familie năm de superfamilie Sphaeromatoidea. Loài này được Guinot, Wilson & Schram miêu tả khoa học năm 2005.